# Ecteinascidia bandaensis
Ecteinascidia bandaensis is een zakpijpensoort uit de familie van de Perophoridae. De wetenschappelijke naam van de soort is voor het eerst geldig gepubliceerd in 1975 door Millar.